# Al Leong
Al Leong (* 30. September 1952 als Albert Leong) ist ein US-amerikanischer Stuntman und Schauspieler asiatischer Abstammung. Leong ist vor allem dafür bekannt, in Actionfilmen die Nebenrolle des asiatischen Schurken zu spielen, welcher für gewöhnlich im Laufe der Handlung getötet wird. Er spielte in bekannten Filmen wie Lethal Weapon, Stirb langsam, Barett, Big Trouble in Little China und The Scorpion King mit. Als Stuntman arbeitete er in Filmen wie Auf der Suche nach dem goldenen Kind, Godzilla, Showdown in Little Tokyo und Beverly Hills Cop III mit.
Daneben hatte Leong auch Auftritte in bekannten Serien wie Knight Rider, Magnum, T.J. Hooker, MacGyver, Die wilden Siebziger, Das A-Team, 24 und Deadwood.

## Filmografie (Auswahl)

### Als Schauspieler
- 1984: Protocol – Alles tanzt nach meiner Pfeife (Protocol)
- 1987: Lethal Weapon – Zwei stahlharte Profis (Lethal Weapon)
- 1988: Sie leben (John Carpenter’s They Live)
- 1988: Stirb langsam (Die Hard)
- 1988: Action Jackson
- 1989: Black Rain
- 1989: Bill & Teds verrückte Reise durch die Zeit (Bill & Ted’s Excellent Adventure)
- 1989: Cage Fighter (Cage)
- 1990: Dark Angel (Dark Angel (I come In Peace))
- 1990: Mit stählerner Faust (Death Warrant)
- 1991: Showdown in Little Tokyo
- 1991: Rapid Fire – Unbewaffnet und extrem gefährlich (Rapid Fire)
- 1993: Barett – Das Gesetz der Rache (Joshua Tree)
- 1993: Double Dragon – Die 5. Dimension (Double Dragon)
- 1993: Last Action Hero
- 1994: Shadow und der Fluch des Khan (The Shadow)
- 1994: Beverly Hills Cop III
- 1996: Flucht aus L.A. (John Carpenter’s Escape from L.A.)
- 1998: The Replacement Killers – Die Ersatzkiller (The Replacement Killers)
- 1998: Godzilla
- 1998: Lethal Weapon 4
- 2001: The Scorpion King

### Als Stuntman
- 1986: Auf der Suche nach dem goldenen Kind (The Golden Child)
- 1993: Hot Shots! Der zweite Versuch (Hot Shots! Part Deux)
- 1996: Flucht aus L.A. (John Carpenter’s Escape from L.A.)
- 1998: The Replacement Killers – Die Ersatzkiller (The Replacement Killers)
- 2001: Planet der Affen (Planet of the Apes)
- 2001: Ghosts of Mars (John Carpenter’s Ghosts of Mars)
- 2003: Daredevil
- 2005: Hostage – Entführt (Hostage)